# Medellín
Medellín (pronuncia spagnola: [meðeˈʝin]; in passato in italiano Medellino) è un comune colombiano, il secondo per popolazione dopo la capitale Bogotà; la città è il capoluogo dell'area metropolitana di Medellín e del dipartimento di Antioquia, è il secondo più grande agglomerato urbano in Colombia in termini di popolazione e dell'economia.
Capitale del dipartimento colombiano di Antioquia, situata nella parte occidentale della Colombia, nel Valle d'Aburrá, tra la Cordigliera Occidentale e la Cordigliera Orientale (una regione centrale delle Ande in Sud America).
Un tempo era nota in particolare per la produzione e il commercio del caffè. Oggi invece è un importante centro industriale; numerose sono infatti le industrie che si sono diffuse nei dintorni della città. Ormai ben avviate sono le industrie siderurgiche, meccaniche, alimentari oltre a quelle specializzate nella lavorazione del vetro e della ceramica. Fondamentale per tutta la Colombia è inoltre l'industria tessile, di cui Medellín è il centro più importante.

## Origini del nome
Quinto Cecilio Metello Pio fondò nell'anno 75 a.C. in Hispania quella che chiamò Metellium, l'attuale Medellín in Estremadura, nella provincia di Badajoz. Un conte di quella località, don Pedro Portocarrero y Luna, presidente del Consiglio delle Indie, volle dare il nome del suo paese nativo a una località di nuova fondazione al di là del mare. Così, il 22 novembre del 1674, la regina reggente, doña Marianna d'Austria (in rappresentanza del figlio Carlos II, ancora minorenne), concesse il documento regale che confermava la fondazione della Villa de Nuestra Señora de la Candelaria de Medellín. La proclamazione ufficiale della fondazione fu realizzata dal governatore don Miguel Aguinaga y Mendiogoitia, il 2 novembre del 1675.
Inoltre, la regina concesse lo scudo della città dell'Estremadura all'omonima città del Sud America, su richiesta del Cabildo de la Villa, il 24 giugno dell'anno seguente.

## Storia

### Popolazione indigena

Primo scudo della città di Medellín concesso da Carlos II per mezzo di un certificato reale rilasciato a Madrid il 31 marzo 1678

10 500 anni fa la valle d'Aburrá era percorsa da tribù nomadi che vivevano di caccia e raccolta. Quando arrivarono i conquistadores spagnoli vi trovarono stanziata una popolazione nativa numerosa, che oppose poca resistenza. Si calcola che si trovassero lì dal V secolo a.C. Avevano coltivazioni estensive di mais e fagioli, allevavano cani, tessevano coperte di cotone, commerciavano sale e conoscevano la lavorazione dell'oro. Sotto il dominio spagnolo furono suddivisi in encomiendas e cacciati dalle loro terre. Il maltrattamento, le malattie e il duro lavoro della terra e nelle miniere in pochi anni li decimarono.

### Scoperta della valle e primi insediamenti spagnoli
Il maresciallo Jorge Robledo si trovava nell'agosto del 1541 in quello che oggi si conosce come il comune di Heliconia, a ovest, quando credette di aver visto che, in basso, tra le montagne, c'era una valle. Ordinò in quel momento a Jerónimo Luis Tejelo di andare in esplorazione e la notte del 23 agosto, questi arrivò al terreno pianeggiante che aveva avvistato Robledo. Gli spagnoli chiamarono la valle con il nome di San Bartolomeo, anche se successivamente verrà cambiato in Aburrá, vocabolo indigeno che si traduce con "pintadera", forse per l'attività tessile svolta in quel luogo.
La bellicosità e la povertà degli indigeni, così come l'assenza di ricchezze, scoraggiarono l'insediamento degli spagnoli in quella valle. Nel 1574, don Gaspar de Rodas chiese all'amministratore di quelle terre quattro leghe per allevare bestiame e coltivare la valle e gliene furono concesse tre.
Francisco de Herrera Campuzano fondò nel 1616, con l'aiuto di 80 indigeni, il Poblado de San Lorenzo, nell'attuale Parco El Poblado. Nel 1646, siccome le leggi sulla segregazione razziale impedivano l'unione di indigeni con meticci e mulatti e a causa delle precarie condizioni di abitabilità di San Lorenzo, si iniziò la costruzione di un altro agglomerato urbano, chiamato dai nativi "luogo di Aná", nell'attuale centro di Medellín, dove si trova il Parco Berrio e dove venne costruita Nostra Signora della Candelaria de Aná. Tre anni dopo verrà costruita nello stesso posto la Basilica Minore di Nostra Signora della Candelaria, che venne poi ricostruita alla fine del secolo XVIII e conserva tuttora quel nome.

### Sorge la città
Durante il secolo successivo allo stabilimento di Gaspar de Rodas nella valle, la popolazione incrementò notevolmente. Anche se non esistono censimenti precisi, l'aumento dei matrimoni registrati nella chiesa di San Lorenzo lo dimostra, infatti si passò da sei tra il 1646 e il 1650 a quarantuno tra il 1671 e il 1675.
Siccome lo sfruttamento dei ricchi giacimenti di oro nel Nordest d'Antioquia richiedeva prodotti agricoli e carne per alimentare i minatori, la Valle d'Aburrá forniva le provvigioni necessarie. Oltre all'attività agricola e di allevamento, fu importante anche la sua posizione strategica, tra la regione mineraria e Santa Fe de Antioquia, che ebbe il ruolo di capoluogo di tutta la provincia e del governo locale.
La potenza di quella che oggi è Medellín contrastava con l'impoverimento dell'antica capitale e i personaggi più importanti della regione cominciarono a passare periodi lunghi nella valle e a comprarvi terreni. Quindi iniziò a manifestarsi tra gli abitanti il desiderio di avere un capo (cabildo), il che implicava autonomia amministrativa rispetto a Santa Fe de Antioquia.
Dopo varie dispute e tentativi degli abitanti di Santa Fe di impedire la costruzione di una vera e propria città partendo da quell'insediamento rival, nel 1675 arrivò un documento firmato dalla regina reggente, Marianna d'Austria, datata 22 novembre 1674. Il giorno 20 di novembre dell'anno successivo il governatore, Miguel de Aguinaga, proclamò la nascita ufficiale della Villa de Nuestra Señora de la Candelaria.

## Geografia fisica

### Territorio

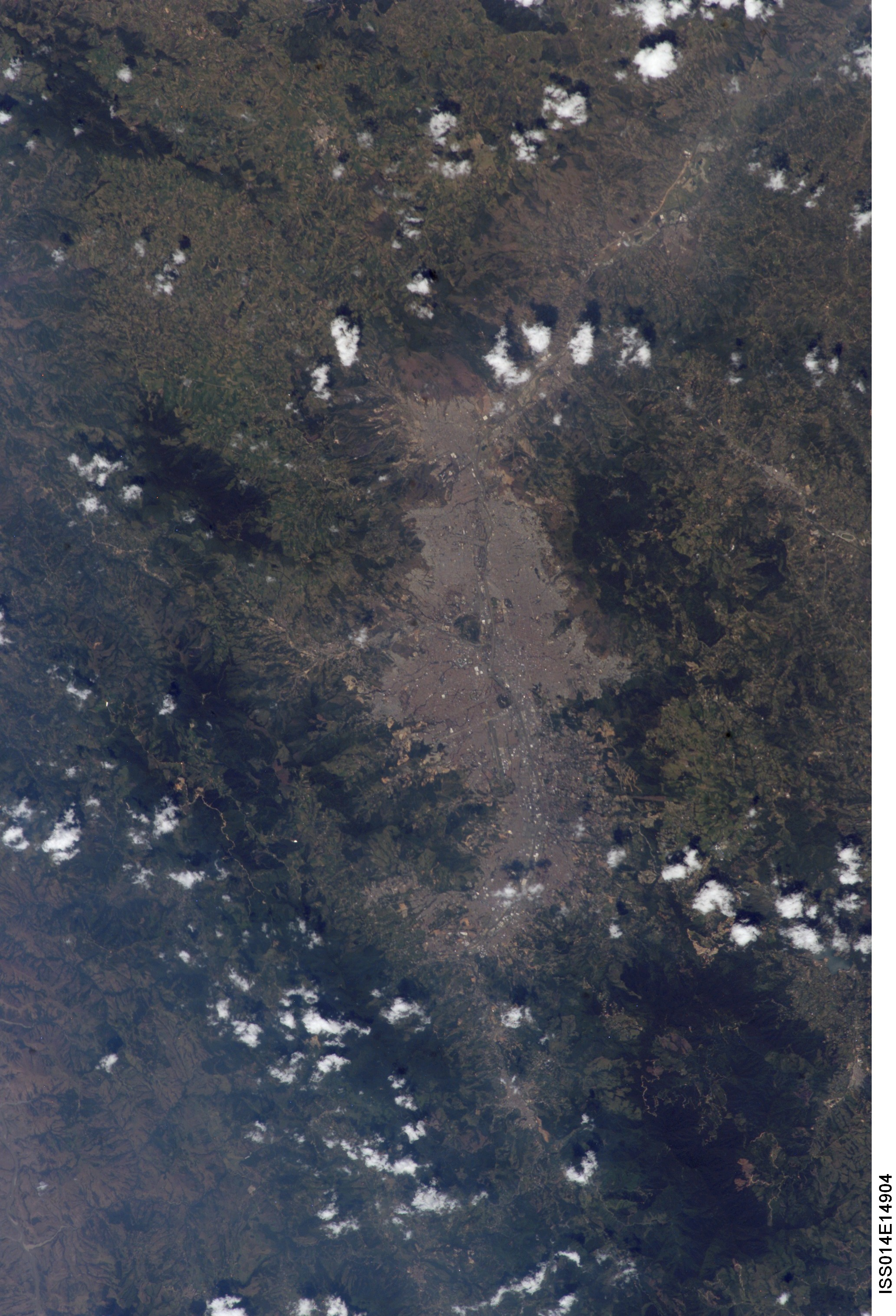
Vista satellitare

La superficie totale della città di Medellín è di 382 km². Occupa la parte centrale della Valle d'Aburrá, che si trova nella parte settentrionale della Cordigliera delle Ande.
Questa valle è attraversata longitudinalmente dal Río Medellín, fiume ricco di affluenti che scendono dalle montagne orientali e occidentali.

### Risorse naturali
A causa della crescita urbana e demografica della città è avvenuta una notevole alterazione della flora e della fauna della valle d'Aburrá. Con la contaminazione delle acque sono sparite quasi tutta la fauna e la flora acquatiche del fiume e degli affluenti che l'attraversano.
Riguardo ai minerali, a San Cristobal e Altavista, a est di Medellín, si trovano più di 30 miniere a cielo aperto da cui vengono estratti materiali da costruzione di tipo argilloso. Inoltre, nella zona conosciuta con il nome di Marmato-Titiribí c'è potenziale di sfruttamento di porfido, rame, oro e molibdeno.

### Clima
La posizione di Medellín e la sua altitudine danno come risultato un clima subtropicale umido. La temperatura oscilla tra i 18 e i 28 °C.
Durante i mesi più freddi, la temperatura può scendere fino a 16 °C, e durante i mesi più secchi la temperatura massima può raggiungere i 37 °C.
Il clima di Medellín ha sempre avuto una buona fama, per cui è stata definita la Città dell'Eterna Primavera.
L'inquinamento atmosferico ha causato più di 7 000 morti nel 2016 in città e rappresenta un costo finanziario significativo a causa del trattamento delle malattie respiratorie.

## Società

### Evoluzione demografica

Divisione politico amministrativa

Comunas di Medellin

Medellín non sfugge alla tendenza colombiana di crescita delle aree urbane a scapito della popolazione rurale, tanto che oggigiorno il 58% della popolazione dell'Antioquia vive nell'area metropolitana. Il 67% degli abitanti della suddetta area, dei quali il 61,3% sono nati nella città, il 38,4% in un altro comune e lo 0,3% sono di un altro Paese.
Secondo le cifre riportate dal DANE (Dipartimento Amministrativo Nazionale di Statistica) nel censimento del 2015, Medellín attualmente ha una popolazione di 2 619 861 di abitanti, essendo così la seconda città della Colombia, e contando 3 712 165 di persone nell'intera area urbana (la sua area circostante che comprende dieci altre città, l'area metropolitana di Medellín).
La densità della popolazione è approssimativamente di 5 904 abitanti per chilometro quadrato. Solo 130 031 abitanti si trovano nella zona rurale. Il 46,7% della popolazione è costituita da uomini e il 53,3% da donne. Nella città si è rilevato un tasso di analfabetismo del 9,8% nella popolazione oltre i 5 anni d'età.
I servizi pubblici hanno vasta copertura, infatti il 98,8% delle case è fornita di energia elettrica, mentre nel 97,3% delle abitazioni c'è l'acqua e il 91,0% usufruisce di comunicazione telefonica.

### Natalità e mortalità
Nel 2005 sono state registrate 33 307 nascite a Medellín, il che ha rappresentato una lieve diminuzione rispetto ai 33 615 dell'anno precedente. Negli ultimi quattro anni il numero di nascite nella città si è mantenuto relativamente stabile. I defunti nel 2005 furono 10 828 il che mostra ancora un calo rispetto ai 11 512 dell'anno precedente.

### Etnie e minoranze straniere
Secondo le cifre presentate dal DANE del censimento 2005, la composizione etnografica della città è:
- Bianchi e meticci (93,4%);
- Afrocolombiani (6,5%);
- Indigeni (0,1%).

### Sicurezza
Durante i decenni 1980 e 1990, Medellín fu tristemente famosa per gli alti tassi di violenza registrati, così come per l'alto indice di omicidi nella stessa città.
Nel 2002, il tasso di morti violente ogni 100 000 abitanti fu di 229, ma grazie ai programmi sociali e culturali contro la violenza, nel 2005 la cifra fu di 66,1 ogni 100 000 abitanti, una delle più basse degli ultimi anni.
Sempre nel 2002 il tasso di omicidi era molto alto: 183,3 ogni 100 000 abitanti; anche questo dato è calato decisamente (33,2 ogni 100 000 abitanti nel 2005, al di sotto della media dell'intero Stato).
Negli ultimi anni, la città ha subito una forte trasformazione, incentrata sulla sicurezza, l'istruzione, la cultura e lo sport.

## Infrastrutture e trasporti

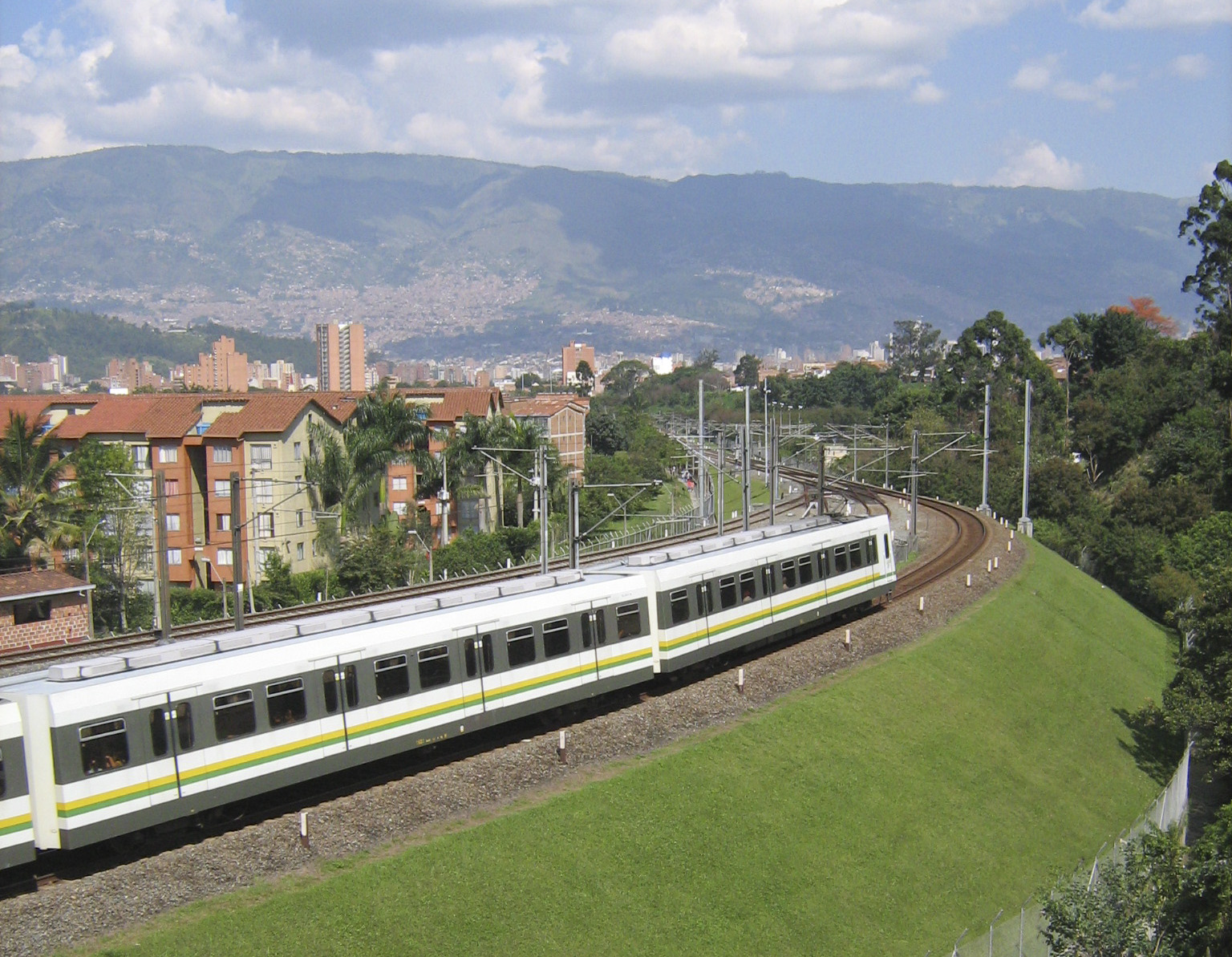
Linea B del metro di Medellín.

La città è servita dall'Aeroporto Internazionale José María Córdova e ha un servizio di metropolitana. Inoltre, la città è stata una delle prime a dotarsi di una rete di cabinovie, che serve i sobborghi collinari.

## Arte e cultura

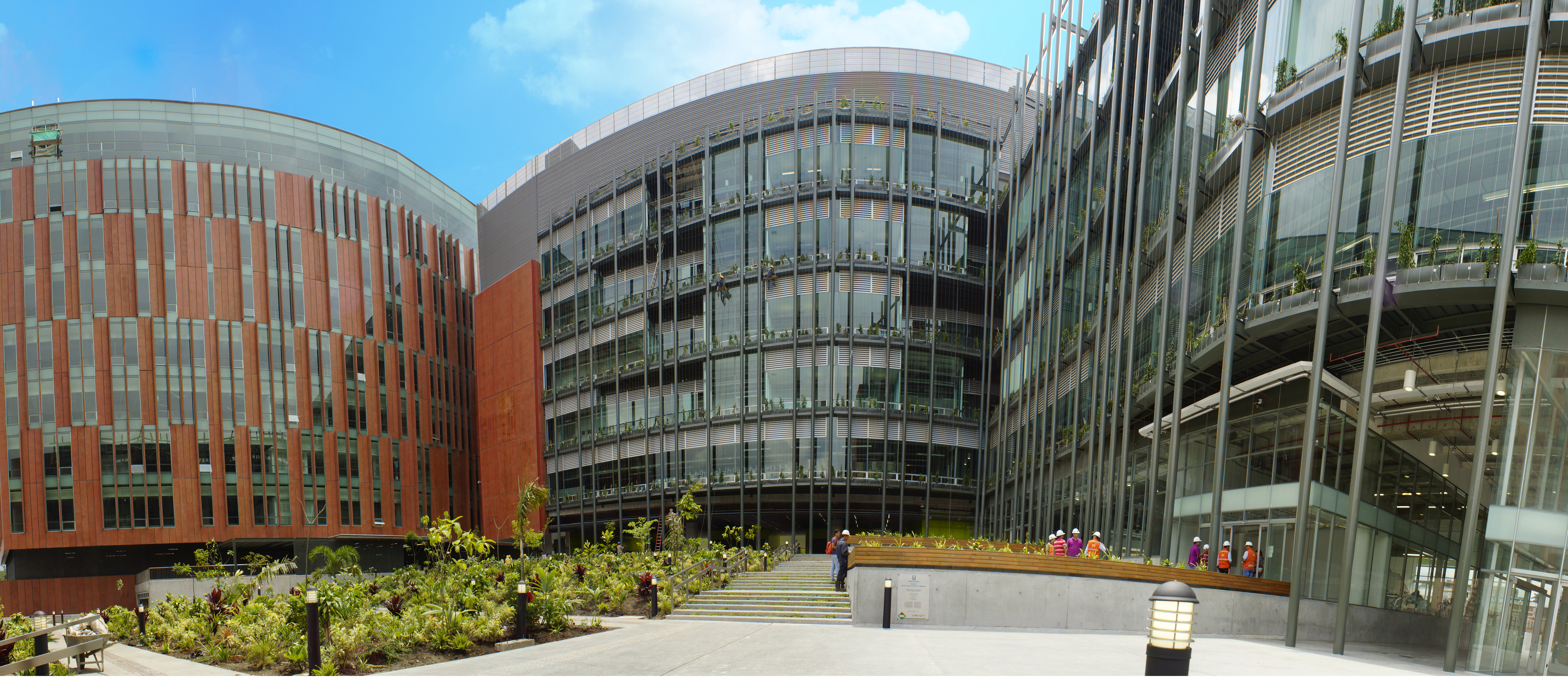
Sede dell'incubatrice per le aziende di innovazione tecnologica Ruta N.

Medellín si associa soprattutto ad attività industriali e commerciali, anche se non mancano eventi culturali, artistici e scientifici. Alcuni artisti che hanno lasciato il segno sono Rodrigo Arenas Betancur, Fernando Botero, Débora Arango e Pedro Nel Gómez.
La vita culturale di Medellín è finanziata da istituzioni pubbliche e private locali. Dagli accordi tra il Municipio e la città sono nati il Museo de Antioquia e la Plaza Botero, l'"Orchestra Infantile e Giovanile di Medellín", il Ballet Folclórico de Antioquia e la rete di biblioteche.

### Eventi
- Feria de las Flores. È l'evento più rappresentativo della città. Ha luogo a fine luglio-inizio agosto. La fiera comprende molteplici attività e festeggiamenti, ma soprattutto ruota intorno alla sfilata dei silleteros, le caratteristiche composizioni floreali di enormi dimensioni, trasportate dai loro stessi creatori sulla schiena, sfilando per le vie di Medellín.

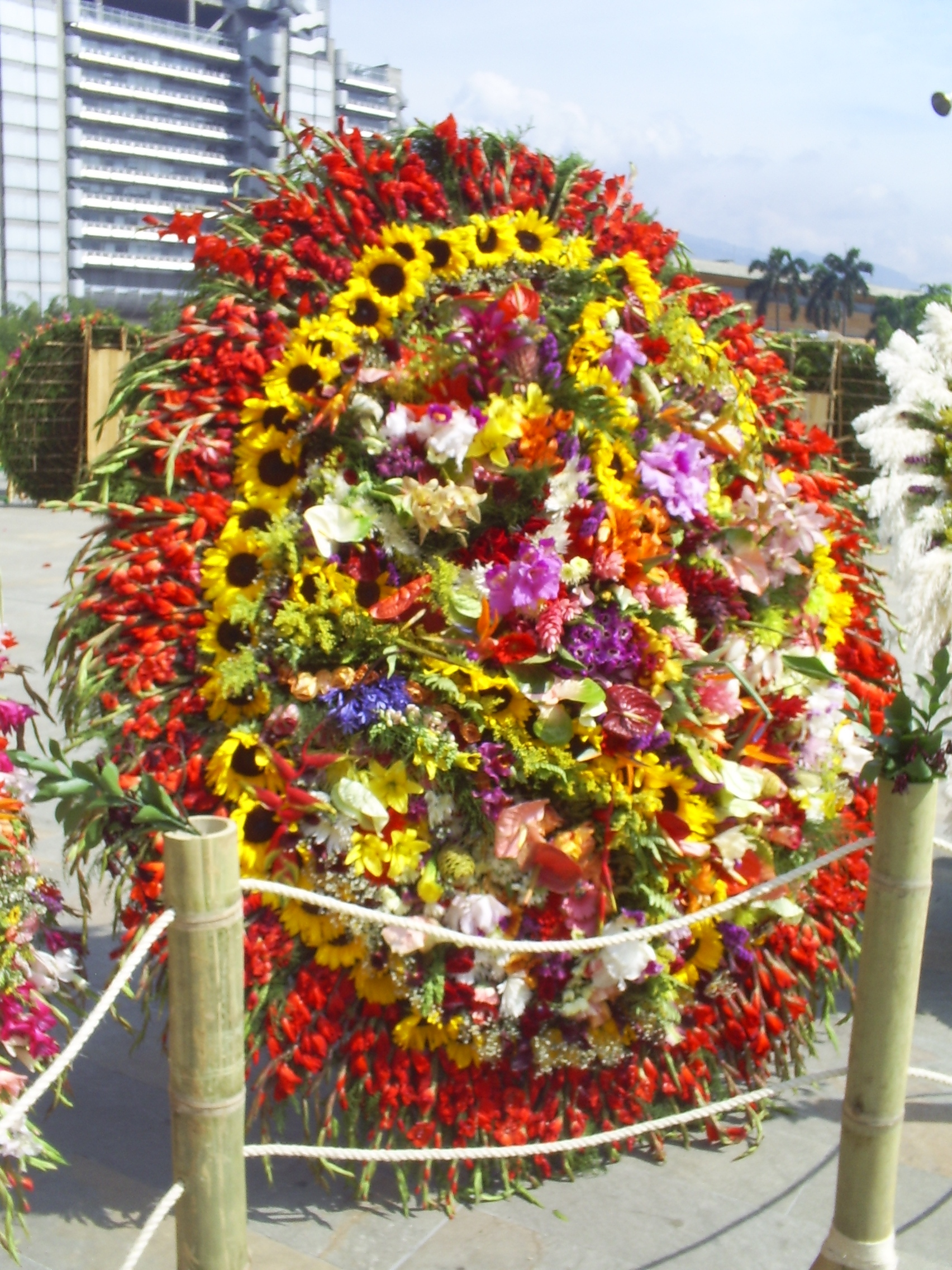
Silleta tipico usato nella Fiera dei Fiori

- Silleta tipico usato nella Fiera dei FioriFestival Internacional de Poesía. È una riunione annuale di poeti provenienti da quasi tutto il mondo, i quali leggono al pubblico i propri poemi in parchi, teatri e quartieri popolari. Questo evento è stato premiato con il Premio Nobel Alternativo, il cui obiettivo è lottare per la pace attraverso l'arte poetica[13]. Il XVII Festival Internacional de Poesía de Medellín si realizzò tra il 14 e il 22 di luglio del 2007, con la partecipazione di più di 80 poeti provenienti da circa 55 Paesi.
- Festival Internacional del Tango. Celebrazione annuale popolare, rappresenta un'espressione della cultura tanghera che Medellín adottò come propria. Tra le attività del Festival risalta La Tangovía, dove la gente scende in strada in massa a ballare, ascoltare tango e milonga.
- Festival Internacional de Jazz. La Corporación Medellín de Jazz organizza tutti gli anni questo festival, con la partecipazione dei migliori esponenti di questo genere musicale. Il XI Festival internazionale di jazz si tiene il mese di settembre, e propone brani di jazz, la musica flamenca, la salsa, il jazz latino, la cubana e il jazz colombiano.
- Feria del Libro. Uno degli eventi culturali più importanti di Medellín, la Feria del Libro si celebra con la partecipazione di autori nazionali e internazionali.
- Festival del Humor. Celebrazione annuale dell'umorismo, della commedia e delle risate, che ha luogo nel Teatro Metropolitano di Medellín con la partecipazione di comici di tutto il Paese e stranieri. Ha come obiettivo coltivare e preservare il buon umore come importante espressione culturale.
- Desfile de Mitos y Leyendas. La notte del 7 di dicembre di ogni anno, detta la notte delle luci, il centro della città si anima di travestimenti e canti per evocare i miti e le leggende più noti: "El sombrerón", "La llorona" e molti altri.

Altri eventi importanti sono: la Feria Taurina de La Macarena, Expofinca, Feria de la Construcción, Feria de la Antioqueñidad, Colombiamoda, Café de Colombia, Hecho a Mano.

## Parchi cittadini

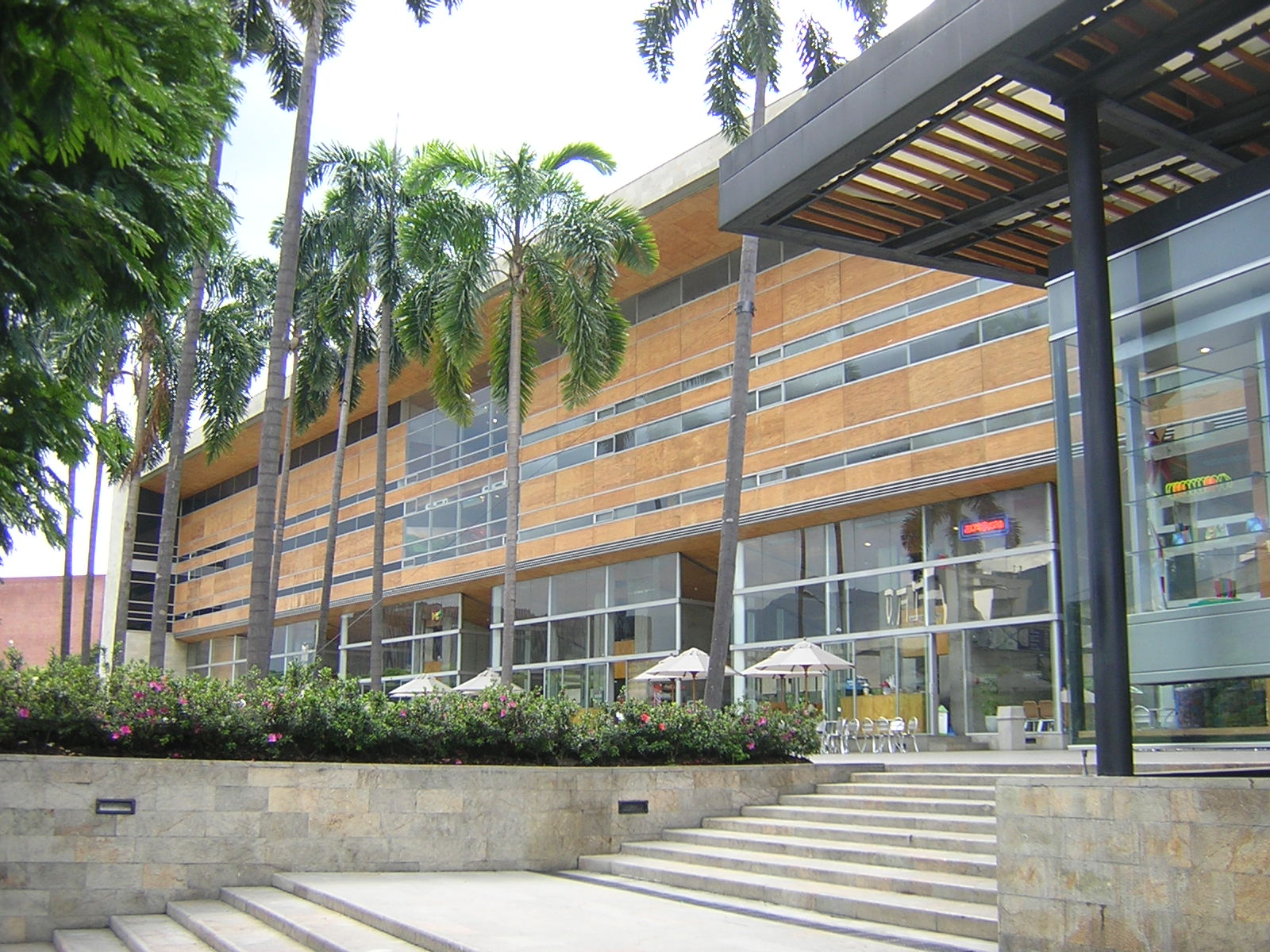
Museo interattivo EPM

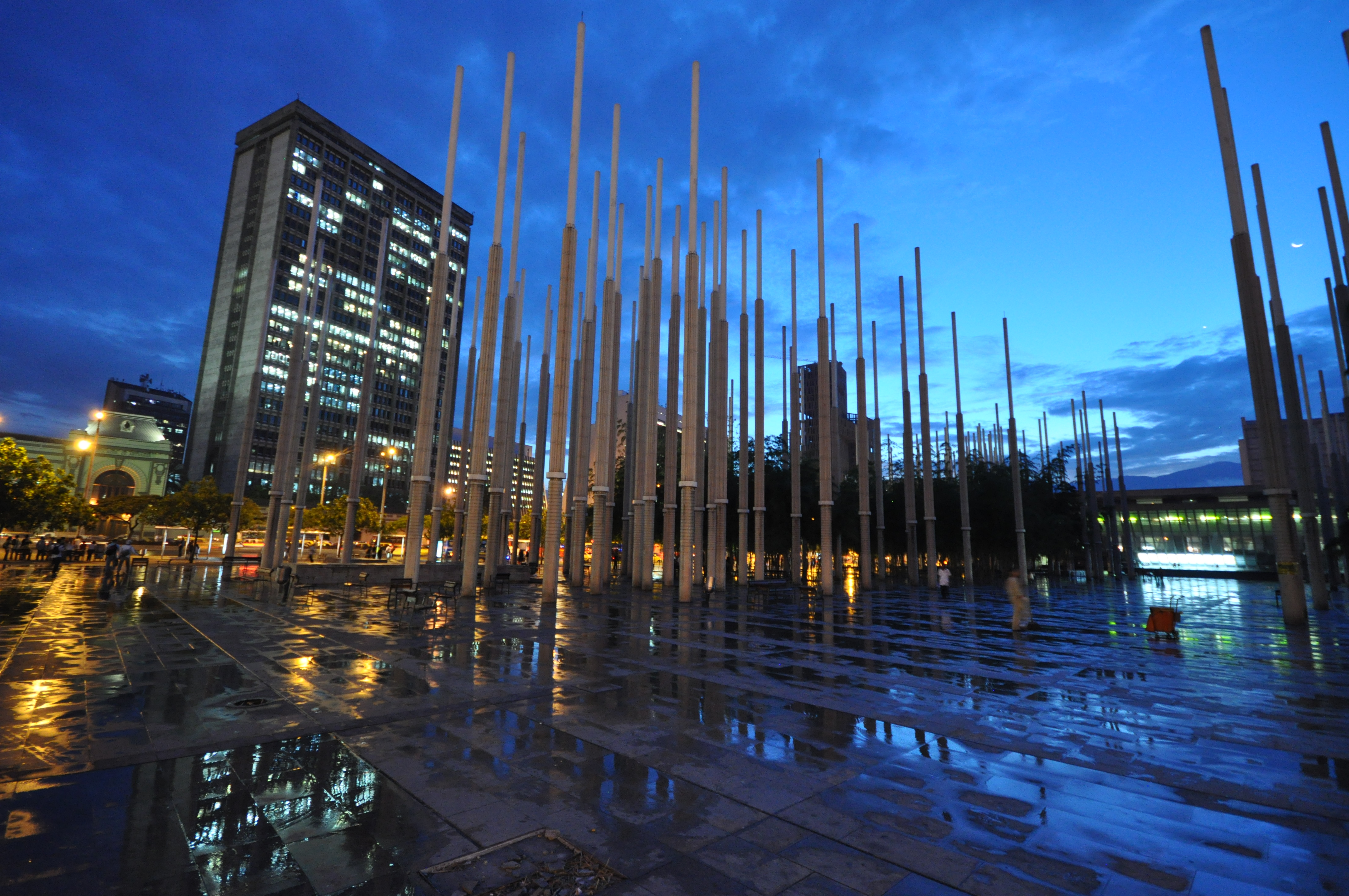
Piazza Cisneros

### Parchi urbani tradizionali
Molti parchi urbani ricordano la cultura, la tradizione e la storia della città:
- Parco Bolívar: inaugurato nel 1892, è un luogo emblematico di Medellín. A nord si vede la Cattedrale, mentre a sud si collega al Bulevar de Junín.
- Parco Berrio: è situato nel cuore della città.
- Parco Boston: si trova nel quartiere omonimo e rientra nel centro della città, ma è una zona residenziale.
- Parco del Poblado: è noto per essere stato il primo luogo della valle dove s'insediò la popolazione.
- Parco de Belén: si trova nel quartiere che porta lo stesso nome, nella parte sud-ovest della città. è caratterizzato da una vita bancaria e commerciale molto attiva ed è uno dei principali luoghi d'incontro della zona. Al centro del parco si può vedere il busto del Libertador Simón Bolívar e a ovest si trova la chiesa di Nostra Signora di Betlemme (Belén).
- Parco Lleras: è l'emblema della comunità di Medellín, infatti è un luogo di grande affluenza di giovani e adulti, cittadini e stranieri, soprattutto il giovedì, venerdì e sabato. Questo parco è il cuore della cosiddetta "zona rosa", offre una ricca varietà di ristoranti, discoteche, bar e caffè, tutti di ottima qualità.

### Nuovi parchi urbani
Facendo parte dei cambiamenti che la città sta vivendo, possiamo trovare nuove topologie di parchi urbani che rompono con la tradizione, e hanno avuto successo, tanto che sono rapidamente diventati i nuovi punti di riferimento.

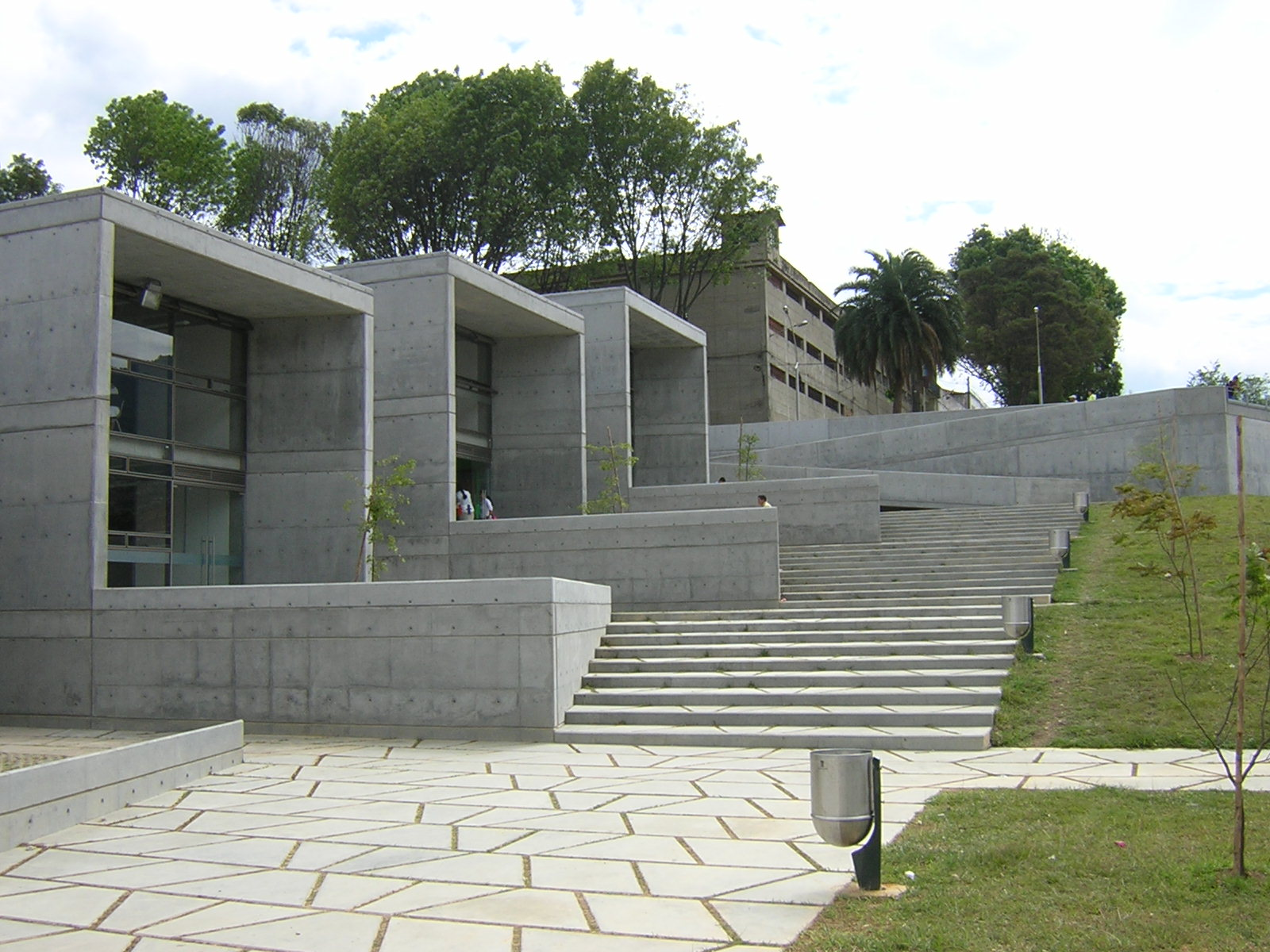
Biblioteca San Javier

- Biblioteca San JavierParco de los Pies Descalzos: è posto tra l'edificio Empresas Públicas de Medellín e il Museo Interattivo. Il parco è ispirato alla filosofia orientale Zen; è un'oasi di tranquillità in mezzo alla città: c'è un piccolo bosco di bambù, una zona di sabbia e fonti d'acqua e il nome deriva dal fatto che in tutti i suoi spazi si può camminare a piedi nudi.
- Parco dei Desideri: situato nella zona nord-est di Medellín, ha una superficie di 12 000 m² ed è stato costruito al fine di interessare la gente agli immensi spazi dell'universo, infatti al suo interno si trova il planetario.
- Parco lineal La Presidenta: ha un'estensione di 80 000 m² e attraversa sette quartieri; è un'opzione di relax per tutti un giorno qualsiasi della settimana e a qualsiasi ora del giorno e della notte. è adatto agli sportivi e a coloro che amano passeggiare, a quelli che fanno una pausa a mezzo giorno e a tutti coloro ai quali piacciono i posti all'aria aperta dove svagarsi.
- Parco-Biblioteca: si tratta di cinque nuovi parchi costruiti a partire dal 2006; si trovano in zone strategiche della città e sono stati concepiti come spazi pubblici per l'incontro con la lettura e la cultura. L'aspetto esteriore è gradevole e ha lo scopo di avvicinare di più la popolazione alla cultura, insieme alla ricreazione per stimolare la crescita intellettuale, personale e sociale e la convivenza pacifica tra i cittadini: pero questo motivo sono stati realizzati nelle zone più degradate della città.

### La conoscenza attraverso i sensi

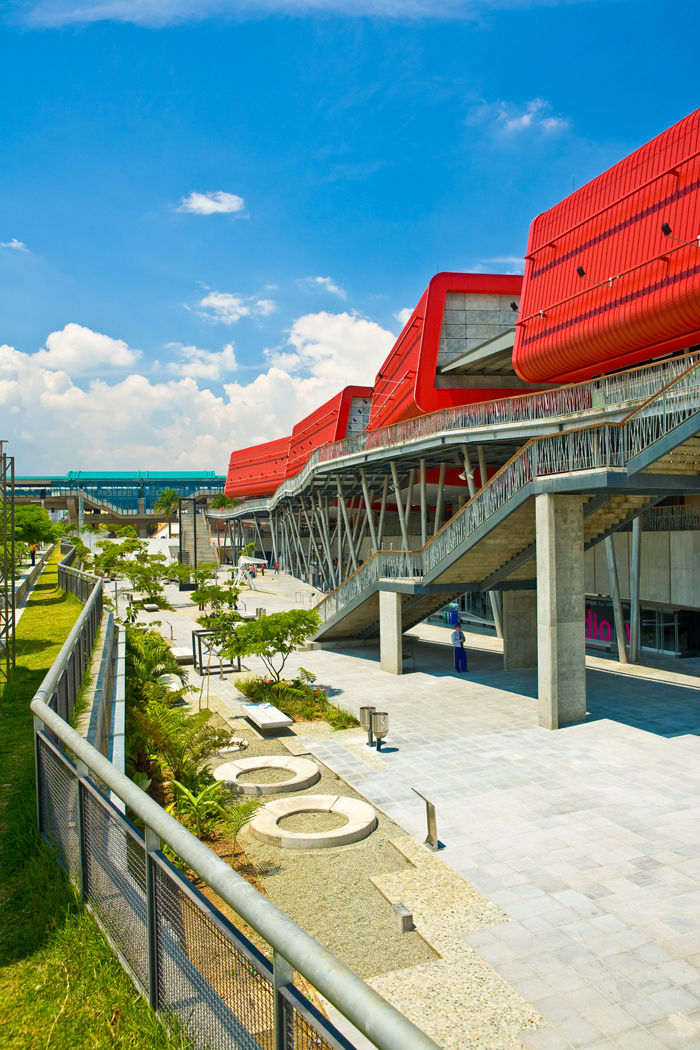
Parco Explora

Molto vicino al centro della città è stato edificato un luogo di cultura, intrattenimento e svago. Qui convergono dieci centri culturali diversi: il Parco Explora è un parco interattivo per diffondere la scienza e la tecnologia.
I quattro blocchi rossi che dominano il parco, vincitori del Premio Nazionale di Architettura, contiene le sale a tema Conexión de la vida, Física viva, Colombia geodiversa e Territorio digital.
Vi sono più di 300 attività interattive che aiutano a capire immagini, genetica, moti, robotica, acqua, Colombia: tutto ciò che fa parte della nostra vita.
Presto sarà disponibile al pubblico anche un acquario con dozzine di vasche di acqua dolce e di mare, simbolo di una città di paradossi: così lontana dal mare e allo stesso tempo con il maggior numero di scuba divers abilitati di tutto il Paese e ricca di risorse idriche.

### Il polmone della città
Il giardino botanico Joaquín Antonio Uribe è una gemma verde ora aperta al pubblico come spazio di conoscenza e protezione di specie botaniche tipiche della regione o dell'intera nazione.
Oltre a essere il polmone della città, è uno spazio dedicato alla famiglia per passare del tempo libero così come per riunioni sociali o di lavoro.
Vicino a questo meraviglioso ambiente ricco di orchidee, azalee e con un albero gigante e antico nato sul posto si trova il ristorante del giardino botanico, che propone piatti nuovi e prelibati.

## Cultura

### Istruzione

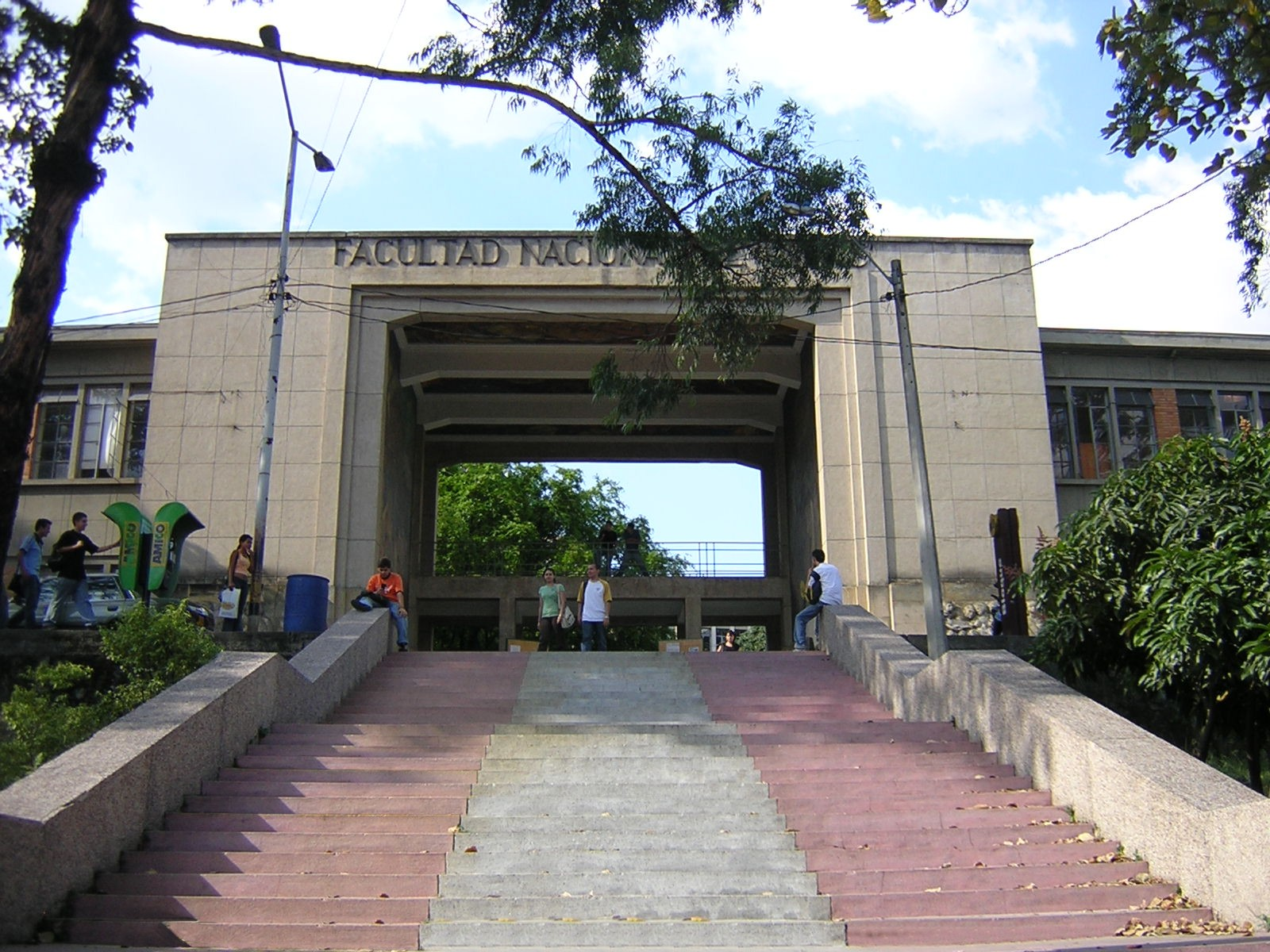
Università Nazionale, Facultad de Minas

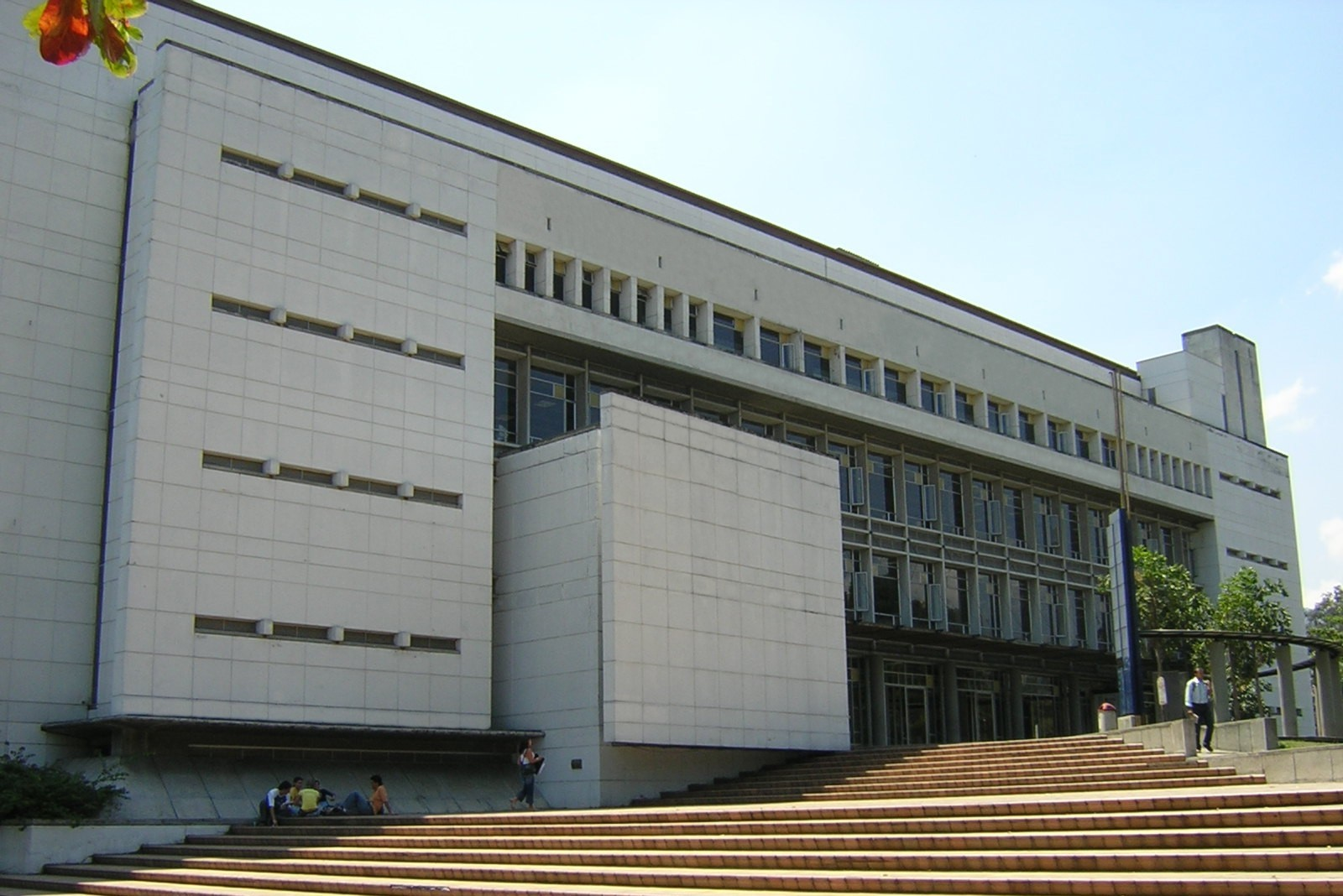
Università pontificia bolivariana

Medellín è la città universitaria colombiana per eccellenza, con più di 130 000 studenti in istituti superiori, tra cui:
- Universidad de Antioquia
- Universidad Nacional - sede Medellín
- Universidad Pontificia Bolivariana (UPB)
- Universidad EAFIT
- Universidad de Medellín
- Colegio Mayor de Antioquia
- Universidad de San Buenaventura - sede Medellín
- Universidad Santo Tomás - sede Medellín
- Instituto Tecnológico Metropolitano, ITM
- Politecnico Colombiano Jaime Isaza Cadavid
- Universidad Antonio Nariño

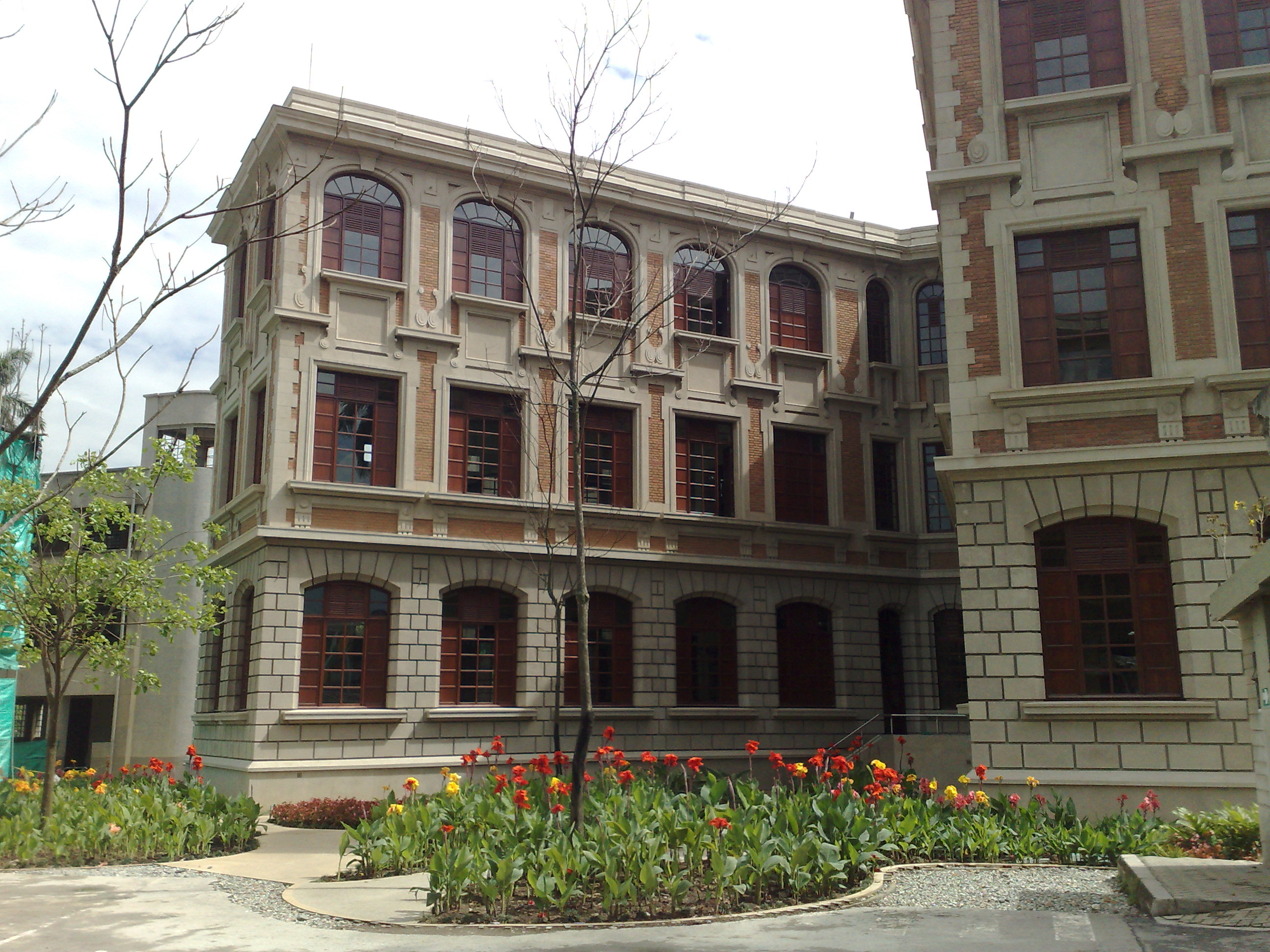
Università di Antioquia

- Corporación Universitaria Minuto de Dios
- Servicio Nacional de Aprendizaje, SENA
- Universidad Autónoma Latinoamericana, UNAULA
- Instituto de Ciencias de la Salud, CES
- Universidad Católica de Oriente
- Corporación Universitaria Remington
- Fundación Educativa Esumer
- Escuela de Ingeniería de Antioquia
- Universidad Cooperativa de ColombiaUniversità di Antioquia
- Corporación Universitaria Lasallista
- Corporación Universitaria Adventista
- Instituto Tecnológico de Antioquia
- Centro de Investigación y Planeamiento Administrativo, CEIPA
- Fundación Escuela Colombiana de Mercadotecnia, ESCOLME
- Universidad Luis Amigó
- Fundación Universitaria María Cano
- Corporación Universitaria de Ciencia y Desarrollo, UNICIENCIA
- Corporación Academia Tecnológica de Colombia
- Corporación Politécnico Marco Fidel Suárez
- Fundación Universitaria San Martín
- Corporación Academia Superior de Artes
- Institución Universitaria de Envigado
- Universidad Grupo Empresarial EPM
- Politécnico de Antioquia
- Fundación Universitaria del Oriente, La Ceja
- Corporación Universitaria de Colombia, IDEAS
- Icsef

Inoltre nella città sono presenti molti istituti per l'istruzione anche ai livelli inferiori, per rispondere alla domanda di una popolazione per la maggior parte giovane.
L'amministrazione ha lavorato intensamente per raggiungere la copertura totale dell'educazione primaria e secondaria garantendo una buona qualità, soprattutto nei confronti delle classi meno abbienti. Nei quartieri poveri sono ancora scarse le infrastrutture, ma in tutta l'area metropolitana sono in costruzione scuole moderne e all'avanguardia dal punto di vista dell'architettura.
A Medellín più di 405 scuole offrono aule attrezzate con computer collegati a Internet. Nel 2007 sono stati abilitati 1 054 professori di informatica. È l'unica città del Paese in cui tutte le scuole sono connesse con banda larga a Internet.

## Ricerca scientifica, medica e biologica

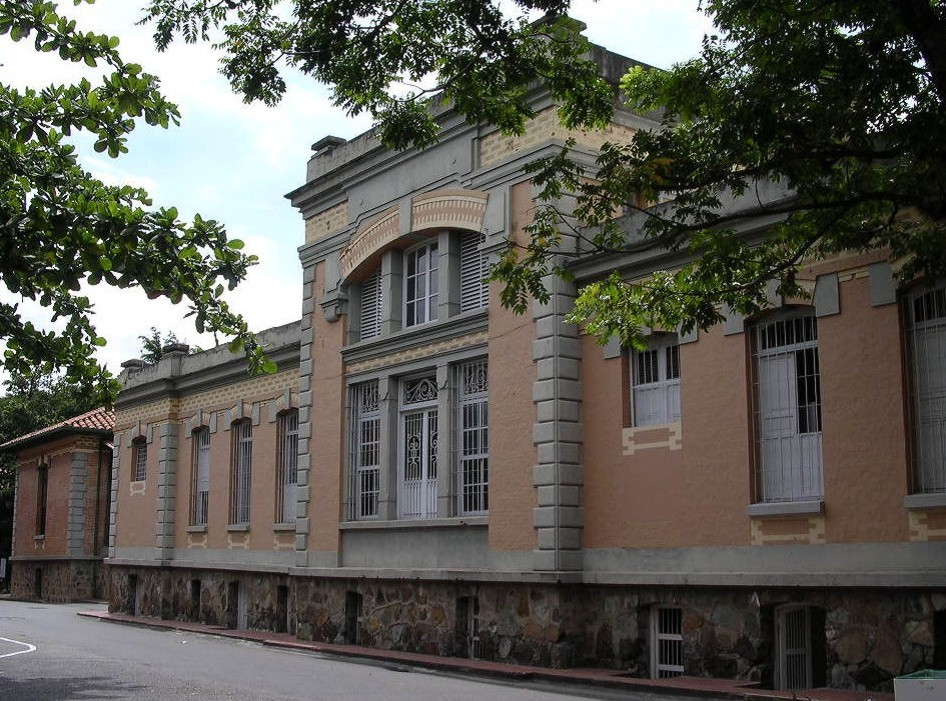
Ospedale San Vicente de Paúl

Nella città si svolgono attività scientifiche e di ricerca in vari campi come geologia, biologia e microbiología, ingegneria, ecc. Ma, dato il suo grande sviluppo in questo ambito, risaltano i successi nella ricerca medica.
Dal 1968 è presente per la prima volta nel Paese uno dei principali gruppi interdisciplinari, il Gruppo di Trapianto dell'Università d'Antioquia, che iniziò un grande lavoro di ricerca applicata nel campo dei trapianti:
- nel 1973 avviene il primo trapianto di reni portato a termine con successo in Colombia;
- il primo trapianto di fegato di tutta l'America Latina viene realizzato nel 1979;
- il primo trapianto di cuore in collaborazione con la Clínica Cardiovascular viene effettuato nel 1985;
- lo stesso anno avviene il primo trapianto di pancreas del Sud America;
- trapianti di cornea, midollo osseo e combinazioni di trapianti come cuore-polmone, reni-pancreas, fegato-reni;
- secondo trapianto del mondo di laringe.

## Atletico Nacional
L'Atletico Nacional di Medellín è un club di calcio della Colombia. Originario della città di Medellín, è una delle società più famose del paese. Fu fondato ufficialmente il 7 marzo del 1947, anche se il club era attivo già dal 1935 con il nome di Unión Football Club. Questa squadra indossava maglia bianca e pantaloncini rossi. Solo con la fondazione ufficiale il club si veste dei colori attuali: il bianco e il verde. Disputa le partite interne allo stadio Atanasio Girardot, la cui capienza massima è di 44 739 spettatori.
È stato sedici volte campione del campionato colombiano di Prima Divisione: 1954, 1973, 1976, 1981, 1991, 1994, 1999, 2005 I, 2007 I, 2007 II, 2011 I, 2013 I, 2013 II, 2014 I, 2015 II e 2017 I (record nazionale). Detiene anche il record per il maggior numero di vittorie della Coppa Colombia, (5): in 2012, 2013, 2016, 2018 e 2021. Inoltre, è la squadra con più presenze nella Superliga de Colombia (5), di cui è emerso vincitore due volte (nel 2012 e 2016).
L'Atletico Nacional è stata la prima squadra della Colombia a vincere la Copa Libertadores, il trofeo più prestigioso dell'intero Sud America, nel 1989 superando in finale i paraguayani dell'Olimpia di Asuncion. Grande protagonista del match decisivo fu il portiere René Higuita, straordinario e pazzo numero uno dei "verdolagas" e della nazionale colombiana.
Nel 2016 è tornato ancora la Coppa, superando in finale alla squadra ecuadoriana dell'Independiente del Valle, disegnare figure come Franco Armani, Miguel Borja, e Alejandro Guerra, (scelto come il migliore del torneo).
Altri successi di rilievo della squadra biancoverde sono stati la Copa Interamericana (1990 e 1997), la Copa Merconorte (1998 e 2000), la Recopa Sudamericana (2017), e il record per il maggior numero di presenze in finale della Copa Sudamericana (nel 2002, 2014 e 2016).

## Turismo e svago

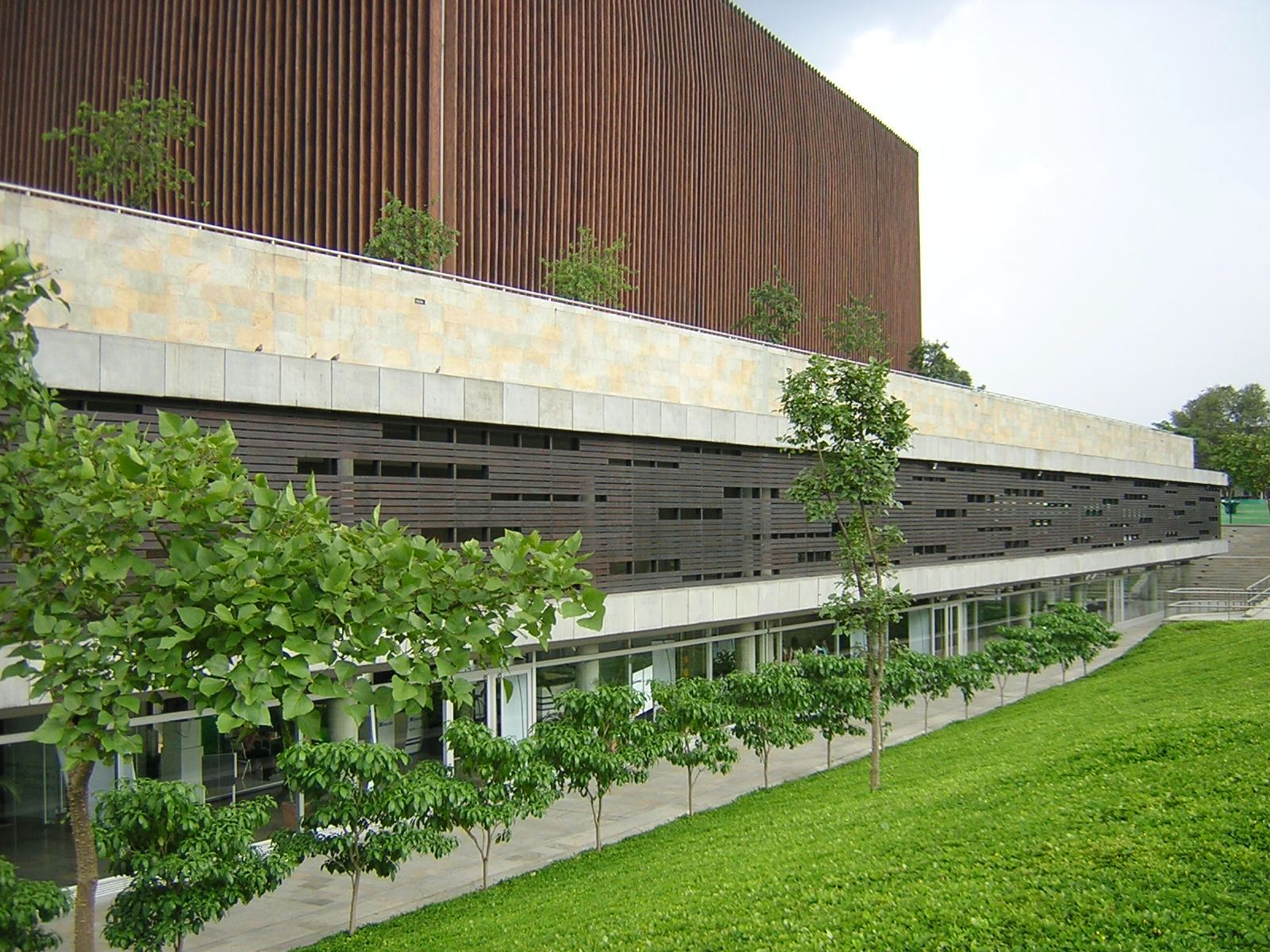
Centro Congressi Plaza Mayor

Il turismo a Medellín è correlato principalmente agli affari, congressi e convenzioni, e al "turismo medico". in questa città si trova il Centro Internazionale di Convenzioni ed Esposizioni "Plaza Mayor", il quale è l'epicentro di grandi eventi e affari. Il servizio degli hotel è adatto al campo del mercato e dei congressi, in modo da offrire tutti comfort richiesti dal settore, infatti includono saloni per quasi tutti i tipi di evento. Nel campo del turismo medico, Medellín è diventata importante grazie al livello medico, i trattamenti più comuni sono chirurgia plastica, trapianti e terapie relazionate a problemi cardiaci e cancro.

## Shopping a Medellín

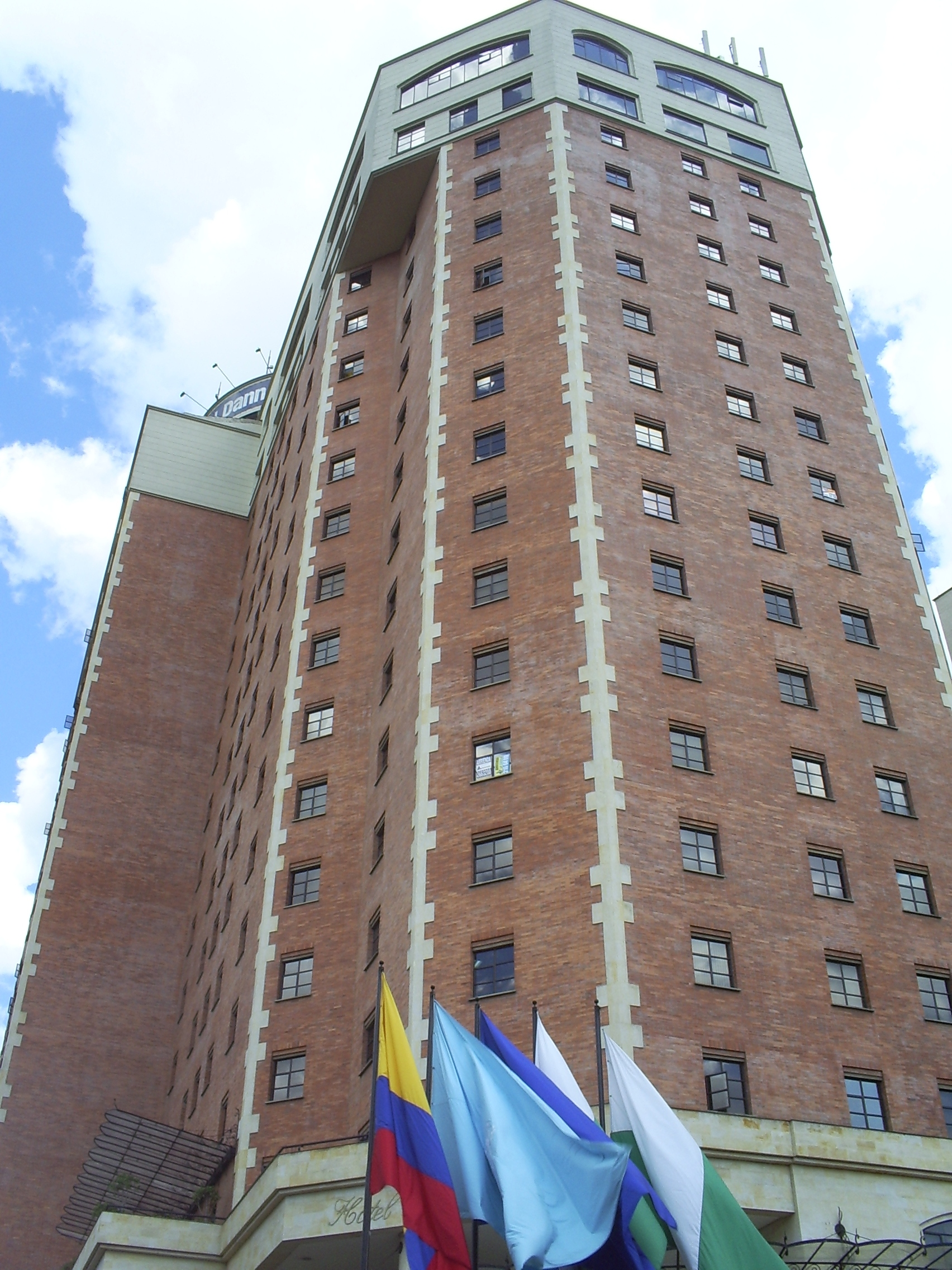
Hotel Dann Carlton

Nella città si trova un'incredibile offerta di posti che offrono qualità e varietà, con il servizio più caldo.
Gli abitanti della regione hanno fatto del commercio un segno identificativo. Agli inizi di questa attività il mezzo utilizzato per il trasporto di qualsiasi tipo di prodotto era il mulo. Dal secolo scorso Medellín è stata riconosciuta come un posto eccellente per fare shopping e sono stati costruiti i primi centri commerciali del Paese. Anche per questo la città ha subito trasformazioni: la zona del centro (carrera Junín) è stata convertita a passaggio esclusivamente pedonale e i centri commerciali hanno un'architettura studiata per attrarre i clienti.
Durante l'anno sono programmate giornate in cui i negozi restano aperti 24 ore e attività culturali e ricreative, di modo che non siano centri solo per lo shopping ma anche per il divertimento e l'intrattenimento.
La centenaria e riconosciuta tradizione tessile di Medellín è stata la base per la realizzazione dei più importanti eventi latinoamericani di moda e del settore tessile. L'offerta è ampia: stilisti colombiani e stranieri hanno negozi nei più esclusivi centri commerciali e vetrine in via Primavera y Provenza, vicino al parco Lleras del Poblado (quartiere ricco, dove si possono trovare le ultime novità in fatto di moda.

Molti clienti vengono anche da regioni distanti perché sanno di trovare il meglio a un prezzo ragionevole, soprattutto per quanto riguarda l'abbigliamento.

## Amministrazione

### Gemellaggi
- Barcellona[14]
- Bilbao
- Buenos Aires
- Mendoza
- Fort Lauderdale[15]
- Gold Coast
- Milano
- Roma (accordo internazionale, non gemellaggio)
- Hyderabad
- Varna
- Monterrey
- Miami
- Tacuarembó[16][17]